# UFC on Fox: Тейшейра — Эванс
UFC on Fox: Teixeira vs. Evans (также известный как UFC on Fox 19) — турнир организации смешанных боевых искусств Ultimate Fighting Championship, который был проведён 16 апреля 2016 года на спортивной арене Амали-арена в городе Тампа, штат Флорида, США.

## До турнира
Это мероприятие стало вторым, организованным Ultimate Fighting Championship в городе Тампа, после UFC Fight Night: Лоузон vs. Стивенс в феврале 2009 года.
Ожидалось, что возглавлять турнир будет бой в легком весе между Хабибом Нурмагомедовым и победителем The Ultimate Fighter: Team Lesnar vs. Team dos Santos Тони Фергюсоном. Ранее этот бой был запланирован на The Ultimate Fighter: Team McGregor vs. Team Faber Finale, но Нурмагомедов выбыл из-за травмы ребра. В итоге бой был перенесен на данное событие. 5 апреля было объявлено, что Фергюсон снялся с боя из-за проблемы с легким. Таким образом, бой Тейшейры и Эванса был повышен до 5-раундового основного события. Два дня спустя было объявлено, что Нурмагомедову будет противостоять дебютант UFC Даррелл Хорчер в промежуточном весе до 160 фунтов.
Ожидалось, что Маурисио Руа встретится с Рашадом Эвансом на этом турнире в поединке между двумя бывшими чемпионами UFC в полутяжелом весе. При этом, изначально предполагалось, что они встретятся в первой защите титула Руа в марте 2011 года на UFC 128, но тогда Эванс выбыл из-за травмы колена. В этот раз бой не состоялся, так как Руа снялся с боя 9 марта из-за травмы и был заменен бывшим претендентом на титул Гловером Тейшейрой.
Ка́ю Магалья́йнс выбыл на неделе, предшествовавшей событию с травмой лодыжки и был заменен Олувелом Бамгбосе.
Так же на этом мероприятии должен был состояться матч-реванш между бывшим чемпионом в полутяжелом весе Лиото Мачидой и бывшим чемпионом в полусреднем и среднем весе, а также бывшим чемпионом Strikeforce Дэном Хендерсоном. Их первый бой закончился победой Мачиды, раздельным решением, на UFC 157 в феврале 2013 года. Однако 13 апреля UFC объявила, что Мачида провалил внеочередной допинг-тест. Позднее он опубликовал заявление о том, что он использовал добавки, содержащие 7-Keto-DHEA. Он также заявил о невежестве в этой ситуации и извинился за это, а также принял на себя полную ответственность за свои действия.
После взвешивания UFC объявило, что Ислам Махачев был проинформирован USADA о возможном нарушении антидопинговой политики из-за применения мельдония. Поэтому он получил временное отстранение и его бой с Дрю Добером был отменён.

## Результаты турнира
| Весовая категория                            | Результат боя             | Результат боя | Результат боя   | Способ победы                              | Раунд | Время |
| Основной кард (Fox)                          |                           |               |                 |                                            |       |       |
| Полутяжёлый веc                              | Гловер Тейшейра           | поб.          | Рашад Эванс     | Нокаут (удары)                             | 1     | 1:48  |
| Жен. минимальный вес                         | Роуз Намаюнас             | поб.          | Тиша Торрес     | Единогласное решение (29-28, 29-28, 29-28) | 3     | 5:00  |
| Промежуточный вес (160)                      | Хабиб Нурмагомедов        | поб.          | Даррелл Хорчер  | Технический нокаут (удары)                 | 2     | 3:38  |
| Полулёгкий вес                               | Каб Свонсон               | поб.          | Хакран Диас     | Единогласное решение (29-28, 29-28, 29-28) | 3     | 5:00  |
| Предварительный кард (Fox)                   |                           |               |                 |                                            |       |       |
| Лёгкий вес                                   | Майкл Кьеза               | поб.          | Бенеил Дариюш   | Сдача, удушающий приём (удушение сзади)    | 2     | 1:20  |
| Жен. легчайший вес                           | Ракель Пеннингтон         | поб.          | Бет Коррея      | Раздельное решение (29-28, 28-29, 29-28)   | 3     | 5:00  |
| Полусредний вес                              | Сантьяго Понциниббио      | поб.          | Курт Макги      | Технический нокаут (удары)                 | 1     | 4:15  |
| Полусредний вес                              | Майкл Грейвз              | поб.          | Рэнди Браун     | Сдача, удушающий приём (удушение сзади)    | 2     | 2:31  |
| Ранний предварительный кард (UFC Fight Pass) |                           |               |                 |                                            |       |       |
| Легчайший вес                                | Джон Додсон               | поб.          | Манвел Гамбурян | Технический нокаут (удары)                 | 1     | 0:37  |
| Средний вес                                  | Сезар Феррейра            | поб.          | Олувел Бамгбосе | Единогласное решение (29-28, 29-28, 29-27) | 3     | 5:00  |
| Полусредний вес                              | Элизеу Залески дус Сантус | поб.          | Омари Ахмедов   | Технический нокаут (удары коленями)        | 3     | 3:03  |

## Награды
Бонусные выплаты в размере $50,000, получили:
- Лучший бой вечера: Элизеу Залески дус Сантус — Омари Ахмедов
- Выступление вечера: Гловер Тейшейра и Майкл Кьеза